# Petromantis dubia
Petromantis dubia  (лат.) — ископаемый вид скорпионниц рода Petromantis из семейства Permochoristidae. Один из древнейших представителей отряда скорпионницы. Обнаружен в пермских ископаемых останках (Россия, Архангельская область, Sheimo-gora на реке Сояна, Iva-Gora Beds Formation, роудский ярус, 270 млн лет). Длина заднего крыла 8 мм.
Включён в состав рода Petromantis Handlirsch 1904 вместе с видами Petromantis dubiosa, P. rossica, P. martynovi, P. udmurtica, P. karpenkoae. Таксон Petromantis близок к роду скорпионниц Neudolbenus. Вид был впервые описан в 1932 году советским палеоэнтомологом Андреем Васильевичем Мартыновым (1879—1938) вместе с Agetopanorpa dubia, Petromantis maculipennis, Protopanorpa elongata и другими таксонами. Это один из древнейших видов скорпионниц и всех представителей отряда Mecoptera наряду с такими видами как Westphalomerope maryvonneae и Pseudomerope mareki.